# Funkcja modularna Dedekinda
Funkcja modularna eta Dedekinda – funkcja zmiennej zespolonej zdefiniowana na górnej półpłaszczyźnie. Nazwa pochodzi od Richarda Dedekinda.
Zdefiniujmy {\displaystyle q=e^{i2\pi \tau }.} Wtedy funkcję Dedekinda definiujemy następująco:
{\displaystyle \eta (\tau )=q^{1/24}\prod _{n=1}^{\infty }(1-q^{n}).}
Funkcja eta jest holomorficzna na górnej półpłaszczyźnie, nie może być jednak analitycznie przedłużona poza nią.
Funkcja eta spełnia następujące tożsamości:
{\displaystyle \eta (\tau +1)=\exp(2\pi i/24)\eta (\tau ),}
{\displaystyle \eta (-1/\tau )={\sqrt {-i\tau }}\eta (\tau ).}
Ogólniej,
{\displaystyle \eta \left({\frac {a\tau +b}{c\tau +d}}\right)=\epsilon (a,b,c,d)\left(-i(c\tau +d)\right)^{1/2}\eta (\tau ),}
gdzie {\displaystyle a,b,c,d} są liczbami całkowitymi, takimi że: {\displaystyle ad-bc=1,} oraz:
{\displaystyle \epsilon (a,b,c,d)=\exp i\pi \left({\frac {a+d}{12c}}+s(-d,c)\right),}
natomiast {\displaystyle s(h,k)} jest sumą Dedekinda
{\displaystyle s(h,k)=\sum _{n=1}^{k-1}{\frac {n}{k}}\left({\frac {hn}{k}}-\left\lfloor {\frac {hn}{k}}\right\rfloor -{\frac {1}{2}}\right).}